# Cosberella denali
Cosberella denali är en urinsektsart som först beskrevs av Fjellberg 1985.  Cosberella denali ingår i släktet Cosberella och familjen Hypogastruridae. Inga underarter finns listade i Catalogue of Life.